# 오시즈시
오시즈시(일본어: おしずし) 또는 누름초밥은 틀을 이용해서 찍어내듯이 만드는 초밥을 말한다. 누름초밥이라고도 한다.